# Clémence Poésy
Clémence Poésy, nacida Clémence Guichard (L'Haÿ-les-Roses, Valle del Marne, 30 de octubre de 1982) es una actriz y modelo francesa, más conocida por interpretar a Fleur Delacour en las adaptaciones cinematográficas de Harry Potter y el cáliz de fuego y Harry Potter y las Reliquias de la Muerte: parte 1 y Parte 2. Venció a cientos de chicas francesas para el papel y el mismo director fue a conocerla personalmente a París para por fin darle el papel de la bruja francesa con encantos sobrenaturales.

## Biografía
Clémence comenzó a actuar alrededor de los 14 años, y se metió en la actuación porque su padre es director y actor teatral. Desde entonces ha aparecido en varias películas francesas. También ha aparecido en una miniserie, Gunpowder, Treason & Plot (2004), donde desempeña el papel de María, reina de Escocia; así como en la serie de televisión americana Revelations.
Clemence regresó a la saga de Harry Potter para interpretar a Fleur Delacour en Harry Potter y las Reliquias de la Muerte: parte 1 y Parte 2. Después de interpretar el mismo papel en Harry Potter y el cáliz de fuego.
En 2008 trabajó en In Bruges una película británica dirigida y escrita por Martin McDonagh. Fue protagonizada por Colin Farrell, Brendan Gleeson y Ralph Fiennes. La historia tiene lugar en la ciudad belga de Brujas y Clemence hace el papel de Chloë Villette, una vendedora de droga y asistente de producción belga que se enamora de un sicario llamado Ray (Colin Farrel), un asesino a sueldo novato atormentado por la culpa de un trabajo mal hecho.
También apareció en la cuarta temporada de Gossip Girl, haciendo el papel de Eva, pareja de Chuck Bass.
En 2013 comenzó a trabajar en la serie anglo-francesa The Tunnel, producida por Sky Atlantic y Canal+. Poésy interpreta a la protagonista Elise Wassermann y trabaja junto a Stephen Dillane, quien interpreta al coprotagonista Karl Roebuck.

### Vida personal
A finales de 2015 anunció su compromiso con el actor francés Emeric Glayse. La boda tuvo lugar en la primavera de 2016 en la ciudad natal de la actriz. A principios de 2017 dio a luz a su primer hijo, un varón llamado Liam. En septiembre de 2019 anunció su segundo embarazo. En septiembre de 2021 hizo público que iba a tener un tercer hijo.

## Filmografía
| Cine          | Cine                                                | Cine               | Cine |
| Año           | Película                                            | Rol                | Notas                                                                                                   |
| ------------- | --------------------------------------------------- | ------------------ | --- |
| 2001          | Petite Soeur                                        | Anna               | |
| 2002          | Olgas Sommer                                        | Olga               | |
| 2003          | Bienvenue chez les Rozes                            | Magali Rozes       | |
| 2005          | Harry Potter y el cáliz de fuego                    | Fleur Delacour     | |
| 2006          | Le Grand Meaulnes                                   | Yvonne de Galais   | Ganó el Swann de oro a la mejor actriz en el Festival de Cabourg de 2007.                               |
| 2007          | Sans moi                                            | Lise               | |
| 2007          | Masked Mobsters (Le Dernier gang)                   | Julie              | |
| 2008          | Blanche                                             | Chloé              | |
| 2008          | In Bruges (Escondidos en Brujas)                    | Chloë Villette     | |
| 2008          | La Troisième partie du monde                        | Emma               | |
| 2009          | Heartless                                           | Tia                | |
| 2010          | Pièce montée (El pastel de boda)                    | Bérengère          | |
| 2010          | 127 horas                                           | Rana               | |
| 2010          | Harry Potter y las Reliquias de la Muerte: parte 1  | Fleur Delacour     | |
| 2010          | Lullaby for Pi                                      | Pi                 | |
| 2011          | Harry Potter y las Reliquias de la Muerte: parte 2  | Fleur Delacour     | |
| 2011          | Jeanne Captive                                      | Juana de Arco      | |
| 2011          | Tribulations d'une caissière                        | Solweig            | |
| 2013          | Mr. Morgans Last Love                               | Pauline            | |
| 2016          | Demain tout commence                                | Kristin Stuart     | |
| 2020          | Tenet                                               | Laura              | |
| 2020          | Resistance                                          | Emma               | |
| 2023          | The Last Rifleman                                   | Juliette Bellamy   | |
| Televisión    |                                                     |                    | |
| Año           | Telefilm                                            | Rol                | Notas                                                                                                   |
| 1999          | Un homme en colère                                  | Hélène             | 2 Episodios Une femme réduite au silence Meurtre pour deux                                              |
| 2000          | Les Monos                                           | Julia              | 1 Episodio Quand ça t'arrive                                                                            |
| 2001          | Tania Boréalis ou L'étoile d'un été                 | Maguy              | Telefilm                                                                                                |
| 2003          | Life After All (Carnets d'ados - La vie quand même) | Jessica            | Telefilm                                                                                                |
| 2004          | Gunpowder, Treason & Plot                           | María I de Escocia | Telefilm Ganó el premio FIPA de oro a la mejor actriz en la categoría de Series (festival de Biarritz). |
| 2005          | Revelations                                         | Exquisite Corpse   | TV miniserie; 3 Episodios Hour Three Hour Four Hour Six                                                 |
| 2006          | Les Amants du Flore                                 | Lumi               | Telefilm                                                                                                |
| 2007          | War and Peace (Guerra y Paz)                        | Natasha            | TV miniserie                                                                                            |
| 2010          | Gossip Girl                                         | Eva Coupeau        | 4 Episodios Belles de Jour Double Identity The Undergraduates Touch of Eva                              |
| 2012          | Birdsong (La canción del cielo)                     | Isabelle           | TV miniserie (BBC)                                                                                      |
| 2013-presente | The Tunnel                                          | Elise Wassermann   | 10 episodios                                                                                            |
| 2018          | Genius: Picasso                                     | Francoise Gilot    | |
| 2022          | The Essex Serpent                                   | Stella Ransome     | 6 episodios                                                                                             |
| 2023          | The Walking Dead: Daryl Dixon                       | Isabelle           | 11 episodios; Tritagonista                                                                              |
| Teatro        |                                                     |                    | |
| Año           | Título                                              | Rol                | Notas                                                                                                   |
| 1993          | Le dragon                                           |                    | |
| 1995          | Mai 45 Mai 95                                       |                    | |
| 1997          | Picasso 970                                         |                    | |
| 2003          | Tartuffe                                            |                    | |
| Como Cantante |                                                     |                    | |
| Año           | Título                                              | Notas              | |
| 2011          | Happenstance                                        | Dúo con Miles Kane | |

### Anuncios de televisión
- 2014 - Chloé Love Story